# Infancia clandestina
Infancia clandestina és una pel·lícula argentina històrica-dramàtica coescrita i dirigida per Benjamín Ávila i protagonitzada per Natalia Oreiro, César Troncoso, Cristina Banegas, Ernesto Alterio i Teo Gutiérrez Romero.
A més de guanyar nombrosos premis va ser precandidata argentina a l'Oscar a la millor pel·lícula de parla no anglesa, i també va ser nominada al Goya a la millor pel·lícula estrangera de parla hispana.

## Sinopsi
La història, que transcorre durant l'última dictadura militar argentina (1976-83), és narrada per Juan, un nen de 9 anys que viu a l'Argentina. Juan està clandestí, i per això té un altre nom igual que tota la seva família: la seva mamà Charo, el seu papà Daniel i el seu adorat Oncle Beto. Juan es diu Ernesto. Al barri i a l'escola el coneixen així. Però a la seva casa és simplement Juan. Aquests dos mons en els quals Juan i Ernesto conviuen, eventualment col·lideixen i es retroalimenten durant el clima de la contraofensiva de Montoneros en 1979, quan els seus pares, tots dos pertanyents a l'organització, decideixen tornar a l'Argentina. Al poc temps arriba un punt en què Juan no podrà sostenir més els seus dos mons, i voldrà començar la seva pròpia clandestinitat amb el seu gran amor, María, una nena que coneix a l'escola.

## Repartiment
- Natalia Oreiro - Cristina
- César Troncoso - Horacio
- Ernesto Alterio - Tío Beto
- Teo Gutierrez Moreno - Juan
- Violeta Palukas - María
- Cristina Benegas - Abuela
- Mayana Neiva - Carmen

## Premis i nominacions
Entre altres festivals, aquesta pel·lícula va participar del Primer Festival Internacional UNASUR Cinema que es va realitzar en San Juan, l'Argentina, al setembre de 2012, on va obtenir el premi a "Millor llargmetratge de ficció". Además obtuvo los siguientes premios:
Premis Cóndor de Plata
| Any  | Categoria                    | Receptor                       | Resultat  |
| ---- | ---------------------------- | ------------------------------ | --------- |
| 2013 | Millor Pel·lícula            | Millor Pel·lícula              | Guanyador |
| 2013 | Millor Director              | Benjamí Avila                  | Guanyador |
| 2013 | Millor Actor                 | Ernesto Alterio                | Nominat   |
| 2013 | Millor Actriu                | Natalia Oreiro                 | Guanyador |
| 2013 | Millor Actor de Repartiment  | César Troncoso                 | Nominat   |
| 2013 | Millor Actriu de Repartiment | Cristina Banegas               | Guanyador |
| 2013 | Revelació masculina          | Teo Gutiérrez Moreno           | Nominat   |
| 2013 | Millor Guió Original         | Benjamí Ávila i Marcelo Muller | Guanyador |
| 2013 | Millor fotografia            | Iván Gierasinchuk              | Nominat   |
| 2013 | Millor muntatge              | Gustavo Giani                  | Nominat   |
| 2013 | Millor direcció d'art        | Yamila Fontán                  | Nominat   |
| 2013 | Millor so                    | Fernando Soldevila             | Nominat   |
| 2013 | Millor vestuari              | Ludmila Fincic                 | Nominat   |

Premi Sur
| Any  | Categoria                    | Receptor                       | Resultat   |
| ---- | ---------------------------- | ------------------------------ | ---------- |
| 2012 | Millor Pel·lícula            | Millor Pel·lícula              | Guanyador  |
| 2012 | Millor Director              | Benjamí Avila                  | Guanyador  |
| 2012 | Millor Actor                 | Ernesto Alterio                | Guanyador  |
| 2012 | Millor Actriu                | Natalia Oreiro                 | Guanyador  |
| 2012 | Millor Actor de Repartiment  | César Troncoso                 | Guanyador  |
| 2012 | Millor Actriu de Repartiment | Cristina Banegas               | Guanyador  |
| 2012 | Millor Actor Revelació       | Teo Gutiérrez Moreno           | Nominat    |
| 2012 | Millor Actriu Revelació      | Violeta Palukas                | Nominada   |
| 2012 | Millor Guió Original         | Benjamí Ávila i Marcelo Müller | Guanyadors |
| 2012 | Millor Fotografia            | Iván Gieransichuk              | Nominat    |
| 2012 | Millor Muntatge              | Gustavo Giani                  | Guanyador  |
| 2012 | Millor Direcció Artística    | Yamila Fontán                  | Nominada   |
| 2012 | Millor Vestuari              | Ludmila Fincic                 | Guanyadora |
| 2012 | Millor Música Original       | Pedro Onetto i Marta Roca      | Nominats   |
| 2012 | Millor So                    | Fernando Soldevila             | Nominat    |